# I liga polska w hokeju na lodzie (2018/2019)
Sezon 2018/2019 rozgrywek I ligi hokeja na lodzie jako 63. edycja drugiego poziomu rozgrywek hokejowych w Polsce. 

## Sezon regularny
Sezon zaplanowano od 22 września 2018 do 3 lutego 2019 w 28 kolejkach ligowych. Pierwsze miejsce zajął Naprzód Janów. Zgodnie z regulaminem zwycięzca sezonu zasadniczego otrzymał kwalifikację do turnieju barażowego wraz z trzema zespołami sezonu Polskiej Hokej Ligi 2018/2019.

### Tabela
| Lp. | Zespół                   | M  | Pkt | Z  | ZPD | ZPK | PPD | PPK | P  | G + | G - | +/-  |
| --- | ------------------------ | -- | --- | -- | --- | --- | --- | --- | -- | --- | --- | ---- |
| 1   | Naprzód Janów            | 28 | 81  | 27 | 0   | 0   | 0   | 0   | 1  | 187 | 56  | +131 |
| 2   | SMS PZHL Katowice        | 28 | 51  | 15 | 1   | 1   | 0   | 2   | 9  | 111 | 86  | +25  |
| 3   | UKH Unia Oświęcim        | 28 | 42  | 12 | 0   | 3   | 0   | 0   | 12 | 110 | 110 | –    |
| 4   | PTH Koziołki Poznań      | 28 | 42  | 13 | 1   | 0   | 0   | 1   | 13 | 138 | 158 | -20  |
| 5   | GKS Stoczniowiec Gdańsk  | 28 | 40  | 13 | 0   | 0   | 1   | 0   | 14 | 120 | 115 | -5   |
| 6   | Academy 1928 KTH Krynica | 28 | 31  | 9  | 1   | 0   | 1   | 1   | 16 | 96  | 125 | -29  |
| 7   | UKH Dębica               | 28 | 27  | 8  | 1   | 0   | 1   | 0   | 18 | 112 | 157 | -45  |
| 8   | SMS Toruń                | 28 | 22  | 7  | 0   | 0   | 1   | 0   | 20 | 99  | 166 | -67  |

Legenda: Lp. = lokata, M = liczba rozegranych spotkań, Pkt = Liczba zdobytych punktów, Z = Zwycięstwa, ZPD = Zwycięstwa po dogrywce, ZPK = Zwycięstwa po karnych, PPD = Przegrana po dogrywce, PPK = Przegrana po karnych, P = Porażki, G+ = Gole strzelone, G- = Gole stracone, +/- = Bilans bramkowy      = Awans do Play-off